# Lo scontro dei re
Lo scontro dei re (A Clash of Kings) è un romanzo fantasy del 1998 dello scrittore statunitense George R. R. Martin; costituisce la seconda parte delle Cronache del ghiaccio e del fuoco, preceduto da Il gioco del trono e seguito da Tempesta di spade. Contiene un prologo e 69 capitoli.
È stato pubblicato in lingua italiana da Mondadori, nel 2001 suddiviso in due volumi, Il regno dei lupi (contiene il prologo e i primi 31 capitoli) e La regina dei draghi (contiene gli ultimi 38 capitoli), nel 2008 il romanzo è stato raccolto in volume unico col titolo Lo scontro dei re; nel 2012, dopo la messa in onda della serie TV Il Trono di Spade, è stato ripubblicato col titolo Il trono di spade 2 - Il regno dei lupi - La regina dei draghi, nel 2013 col titolo Il trono di spade. Libro secondo delle Cronache del ghiaccio e del fuoco, infine nel 2019 il libro viene nuovamente editato col titolo Uno scontro di re.
Il libro ha ottenuto nel 1999 il Premio Locus ed è stato nominato per il Premio Nebula. La seconda stagione della serie televisiva Il Trono di Spade è basata su di esso.

## Trama
Sebbene ufficialmente re, Joffrey Baratheon vede la sua legittimità messa in discussione dalle voci che affermano che sia il figlio incestuoso di Cersei e Jaime Lannister. Il fratello di Robert, Stannis Baratheon, si dichiara infatti sovrano dei Sette Regni, supportato da Melisandre di Asshai, una sacerdotessa del dio R'hllor dotata di misteriosi poteri. Renly, più carismatico e ben voluto e con il sostegno della potente Casa Tyrell, avanza anch'egli pretese sul trono, nonostante sia il fratello minore. Robb Stark viene acclamato Re del Nord e invia Theon Greyjoy alle Isole di Ferro da suo padre Balon, che intanto si è proclamato re delle isole, per proporgli un'alleanza. Il conflitto che si viene a creare è dunque denominato "Guerra dei Cinque Re". Catelyn Stark, inviata da Robb per convincere Renly a unire le forze contro i Lannister, cerca invano di riconciliare i due fratelli Baratheon che sono sul punto di far scontrare i loro eserciti. Ma, alla vigilia della battaglia, un'ombra misteriosa uccide Renly nella propria tenda davanti agli occhi di Catelyn e di Brienne di Tarth, guardia del corpo di Renly. Le due donne, accusate dell'omicidio, si danno alla fuga. La maggior parte dei vassalli di Renly passa dalla parte di Stannis mentre i Tyrell si ritirano. Melisandre si scopre essere stata l'autrice dell'ombra, generandone una seconda per ottenere la rapida capitolazione di Capo Tempesta, sede della Casa Baratheon, per poi muovere contro Approdo del Re.
Tyrion Lannister arriva nella capitale per assumere la posizione di Primo Cavaliere in vece di suo padre; qui deve scontrarsi con la feroce opposizione della sorella Cersei e si sbarazza di alcuni dei suoi sostenitori più influenti, come Janos Slynt, comandante della Guardia cittadina, che spedisce alla Barriera, e il Gran Maestro Pycelle, che fa imprigionare. Inoltre organizza la difesa di Approdo del Re in previsione di un attacco da parte di Stannis e invia Ditocorto a negoziare un'alleanza con i Tyrell proponendo di far sposare il re Joffrey con Margaery; la principessa Myrcella viene invece promessa in sposa a Trystane Martell e inviata a Dorne per ingraziarsi i favori della Casa Martell. Robb Stark intanto ottiene numerose vittorie a ovest contro l'esercito dei Lannister e Tywin si decide a muovergli guerra prima di fare dietro front quando gli giunge notizia che Stannis si sta avvicinando ad Approdo del Re. Tyrion prende inoltre le difese di Sansa, ancora ufficialmente fidanzata con Joffrey, contro le angherie del giovane sovrano.
Arya Stark si finge un ragazzo di nome "Arry" e si aggrega ad una carovana in viaggio per la Barriera con la complicità di Yoren, reclutatore dei Guardiani della notte. Attraversando i luoghi della guerra, il gruppo è però attaccato da uomini dei Lannister e solo Arya, Gendry, Frittella e tre pericolosi prigionieri che viaggiavano con loro, liberati dalla loro cella proprio da Arya, riescono a salvarsi. La ragazza e i suoi due compagni vengono catturati poco dopo da un'altra truppa di soldati Lannister e condotti a Harrenhal, dove Arya viene impiegata come inserviente. Quando Jaqen H'ghar, uno dei tre prigionieri che ha liberato, le concede di uccidere tre persone a sua scelta per ripagare le tre vite che ha salvato, Arya sceglie due soldati che la tormentavano e infine minaccia lo stesso Jaqen in cambio del suo aiuto nel liberare i vassalli degli Stark imprigionati nel castello. Gli uomini si impadroniscono di Harrenhal e, ripagato il suo debito, Jaqen si allontana, dopo aver consegnato ad Arya una moneta e la strana frase "valar morghulis", che la ragazza potrà utilizzare per chiedere aiuto ai conterranei dell'uomo. Roose Bolton occupa in seguito il castello per conto di Robb e promuove Arya a suo coppiere personale; la ragazza però diffida di lui e preferisce lasciare Harrenhal con Gendry e Frittella piuttosto che rivelargli la sua vera identità.
Daenerys Targaryen prosegue il suo viaggio verso est nel continente di Essos in compagnia dei pochi servitori che le sono ancora fedeli. Giunta infine alla città di Qarth, i suoi tre cuccioli di drago, che ha chiamato Rhaegal, Viserion e Drogon, destano la meraviglia e il desiderio di molte personalità influenti del luogo. Xaro Xhoan Daxos, un facoltoso mercante che le offre ospitalità, si mostra inizialmente pronto ad aiutarla a riconquistare Westeros, ma Daenerys capisce che i suoi favori sono subordinati al fatto che la ragazza gli dia almeno uno dei suoi draghi. Rifiutando lo scambio, si rivolge ad un gruppo di stregoni della città detti gli Eterni, che le offrono delle visioni criptiche ma che tentano di assassinarla, alché Drogon incenerisce l'intera Casa degli Eterni. Ormai sgradita a Qarth, Daenerys evita un attentato ai suoi danni grazie all'intervento di Arstan Barbabianca e Belwas il Forte, due uomini misteriosi che si rivelano essere servitori di Illyrio Mopatis e che le mettono a disposizione tre navi per scortarla fino a Pentos.
Jon Snow prende parte ad una spedizione verso nord in cui i Guardiani della notte tentano di scoprire di più sui piani dei bruti. Sostando presso il castello di Craster, un bruto che collabora occasionalmente con i Guardiani, il gruppo scopre che i barbari si sono riuniti sotto il comando di Mance Rayder. Giunti all'antica collina denominata Pugno dei Primi Uomini, Jeor Mormont invia Jon e Qhorin il monco insieme ad altri esploratori al Passo Skirling, dove sono attaccati da una pattuglia di bruti. Giudicando la situazione disperata, Qhorin ordina a Jon di farsi passare per disertore e di unirsi ai bruti per conoscere i loro piani; poi lo costringe a combatterlo e a ucciderlo davanti agli occhi dei guerrieri nemici in modo che lo accettino nei loro ranghi. Jon scopre quindi che Mance Rayder sta avanzando verso la Barriera con un esercito di trentamila bruti, giganti e mammut.
Theon Greyjoy fallisce la missione affidatagli da Robb quando il padre Balon gli comunica la sua intenzione di ricostituire il vecchio regno delle Isole di Ferro e di avviare una serie di incursioni nei territori degli Stark. Intanto, a Grande Inverno, Bran Stark è alle prese con il difficile compito di amministrare il Nord, guidato dai consiglieri Maestro Luwin e Rodrik Cassel. Egli trova degli amici nei fratelli Meera e Jojen Reed, figli di un vassallo degli Stark; i due si interessano ai sogni di Bran, nei quali si ritrova nel corpo del suo meta-lupo. Per impressionare suo padre Balon e contrariamente alle disposizioni ricevute, Theon cattura Grande Inverno, prendendo in ostaggio Bran e Rickon. Nottetempo però i due fratelli fuggono in compagnia dei Reed, dello stalliere Hodor e della bruta Osha, ora divenuta una servitrice di Casa Stark. Non riuscendo a ritrovarli, Theon fa uccidere due bambini a caso e rende irriconoscibili i loro corpi in modo da spacciarli per quelli dei due Stark. Poco dopo le forze leali agli Stark mettono sotto assedio la città, ma sono tradite e sconfitte dai Bolton. Ramsay Snow, figlio bastardo di Roose Bolton, fa massacrare gli uomini di Theon, lo prende prigioniero e dà fuoco a Grande Inverno. Bran e il suo gruppo, che si erano nascosti nelle cripte del castello, si separano in due gruppi: Bran si dirige verso la Barriera insieme ai due Reed e a Hodor, lo stalliere, mentre Osha conduce Rickon verso un luogo sicuro.
L'armata e la flotta di Stannis, guidata da Davos Seaworth, giungono infine ad Approdo del Re. Le forze attaccanti superano grandemente il numero dei difensori, ma Tyrion attua il suo piano, intrappolando le navi nemiche con una catena all'interno del fiume delle Acque Nere e dando fuoco alla baia tramite grandi quantità di altofuoco. La flotta di Stannis è ridotta in cenere, ma la sua armata è sul punto di entrare in città, quando l'esercito di Tywin Lannister e dei Tyrell fa la sua comparsa e mette in fuga gli attaccanti. Durante la battaglia Tyrion viene gravemente ferito da un cavaliere della Guardia reale al servizio di Cersei; viene poi salvato dal suo scudiero Podrick Payne, ma resta in coma per parecchi giorni e rimane sfigurato in volto dal colpo ricevuto.

## Personaggi POV
Ogni capitolo della saga narra in terza persona la storia vissuta dal punto di vista (point of view) di un personaggio.
Ne Lo scontro dei re compaiono nove POV e un prologo:
- Cressen, maestro di Roccia del Drago (prologo);
- Arya Stark, figlia minore di lord Eddard e Catelyn Tully (10 capitoli);
- Sansa Stark, figlia maggiore di Eddard e Catelyn (8 capitoli);
- Tyrion Lannister, detto "il Folletto", fratello di Jaime e della regina Cersei (15 capitoli);
- Bran Stark, figlio minore di Eddard e Catelyn (7 capitoli);
- Jon Snow, figlio bastardo di Eddard Stark, confratello dei Guardiani della notte (8 capitoli);
- Catelyn Tully, vedova di Eddard Stark (7 capitoli);
- Theon Greyjoy, figlio di lord Balon delle Isole di Ferro, per dieci anni protetto di Eddard Stark (6 capitoli);
- Daenerys Targaryen, detta "Nata dalla Tempesta", erede Targaryen al Trono di Spade (5 capitoli);
- Davos Seaworth, detto "Cavaliere delle Cipolle", consigliere di Stannis Baratheon (3 capitoli).

## Accoglienza
Lo scontro dei re debuttò al 13º posto nella New York Times Best Seller list al momento dell'uscita. La diffusione della serie televisiva rilanciò le vendite del tomo nel 2011 e il volume riapparve nella classifica dei 20 migliori best seller dell'anno.
Come il suo predecessore, Lo scontro dei re fu bene accolto dalla critica. Dorman Shindler del Dallas Morning News lo descrisse come «una delle migliori [opere] in questo particolare genere», lodando «la ricchezza di questo mondo inventato e le sue culture [...] [che] conferiscono ai romanzi di Martin l'atmosfera di un racconto medievale piuttosto che di una fiction». Danielle Pilon scrisse per il Winnipeg Free Press che il libro «non presenta alcun segno della perdita di direzione tipica degli episodi intermedi»; sebbene abbia trovato i frequenti cambi di punto di vista "momentaneamente confusionari", ritenne che questa tecnica contribuisce ad «attirare il lettore negli intrighi politici e militari sempre più contorti e suscita simpatia per i personaggi di tutti gli schieramenti». Bradley H. Sinor di Tulsa World elogiò Martin per la sua capacità di tenere i lettori col fiato sospeso, riuscendo ad ottenere tre scopi fondamentali con Lo scontro dei re: «attira[re] il lettore che abbia letto il volume precedente o meno, racconta[re] una storia appagante e lascia[re] il lettore con la voglia di avere il prossimo libro il prima possibile».
La recensione di Publishers Weekly sottolineò come punti di forza il realismo di un'ambientazione che appare pienamente "vissuta", il limitato ricorso alla magia o a elementi soprannaturali tipici di altri fantasy e il «magnifico climax ricco di azione». Sequenza finale che è stata elogiata anche da Jo Walton di Tor.com, che ha aggiunto che le varie linee narrative piuttosto che confondersi si armonizzano bene tra loro, «dando al romanzo una forma solida e ordinata».

### Premi e riconoscimenti
- Premio Locus – Miglior romanzo fantasy, 1999
- Premio Nebula - Candidatura come miglior romanzo, 1999
- Premio Ignotus – Miglior romanzo straniero, 2004

## Edizioni
- George R. R. Martin, Il regno dei lupi [A Clash of Kings] (prima parte), traduzione di Sergio Altieri, I Massimi della Fantascienza, Arnoldo Mondadori Editore, 2001,  p. 522, ISBN 88-04-49654-1.
- George R. R. Martin, Il regno dei lupi, traduzione di Sergio Altieri, Oscar bestsellers, Arnoldo Mondadori Editore, 2002,  p. 522, ISBN 88-04-50796-9.
- George R. R. Martin, La regina dei draghi [A Clash of Kings] (seconda parte), traduzione di Sergio Altieri, I Massimi della Fantascienza, Arnoldo Mondadori Editore, 2001,  p. 510, ISBN 88-04-49656-8.
- George R. R. Martin, La regina dei draghi, traduzione di Sergio Altieri, Oscar bestsellers, Arnoldo Mondadori Editore, 2002,  p. 510, ISBN 88-04-51061-7.
- George R. R. Martin, Lo scontro dei re, traduzione di Sergio Altieri, n. 4, Urania - Le grandi saghe fantasy, Arnoldo Mondadori Editore, 2008.
- George R. R. Martin, Il trono di spade 2 - Il regno dei lupi - La regina dei draghi, traduzione di Sergio Altieri, Oscar grandi bestseller, Arnoldo Mondadori Editore, 2012, ISBN 88-04-62090-0.